# 马丁·科图莱克
马丁·科图莱克（捷克語：Martin Kotůlek，1969年9月11日—），捷克前男子足球运动员，场上位置是后卫。他曾代表捷克国家队参加1996年欧洲足球锦标赛，结果队伍获得亚军。